# Davidsonia pruriens
Espèce
Classification phylogénétique
Davidsonia pruriens est une espèce de plante dicotylédone de la famille des Davidsoniaceae, ou des Cunoniaceae selon la classification phylogénétique. C'est un petit arbre qui pousse dans les forêts humides de l'est de l'Australie tropicale. On le trouve à l'état sauvage dans le nord du Queensland et dans le nord-est de la Nouvelle-Galles du Sud.

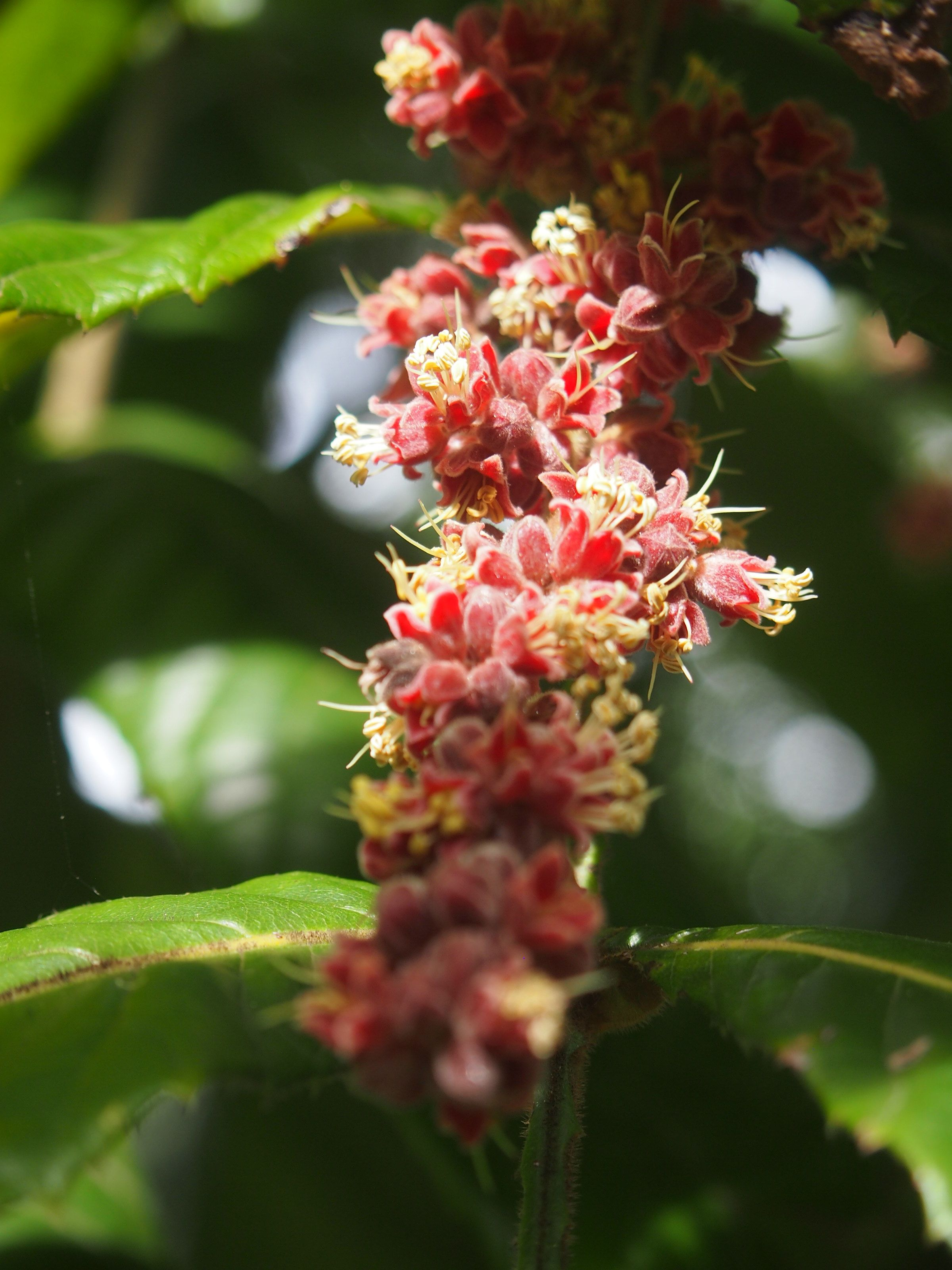
Fleurs
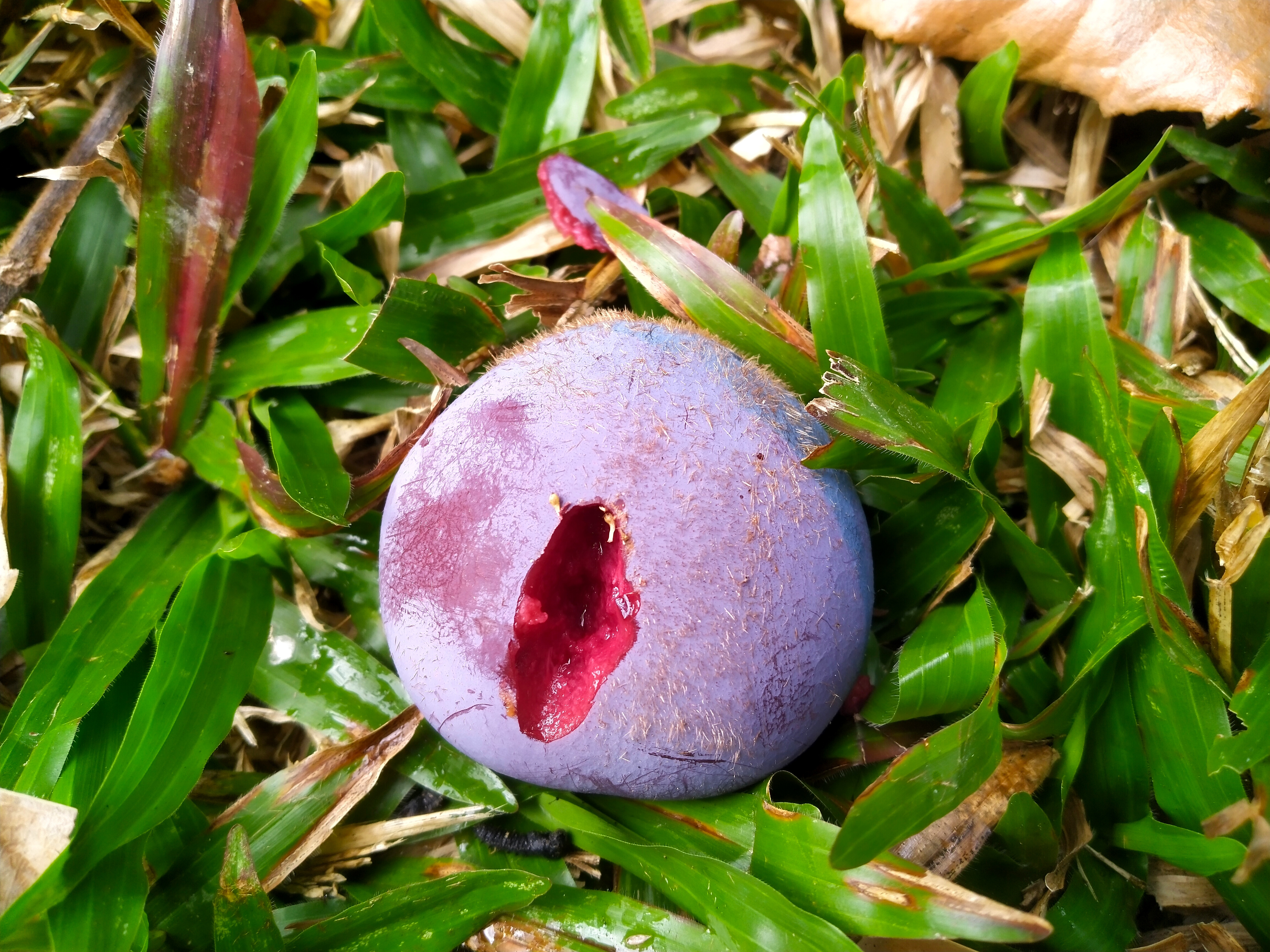
Fruit